# 田代富雄
田代 富雄（たしろ とみお、1954年〈昭和29年〉7月9日 - ）は、神奈川県小田原市出身の元プロ野球選手（内野手）、監督、コーチ、解説者。右投右打。

## 経歴

### プロ入りまで
小田原市立酒匂小学校在学時にソフトボールを始め、小田原市立酒匂中学校在学時に野球部に所属し、当初は投手で、四番打者でエースだった。当初両親は小田原市内の相洋高校へ進学させようとしていたが、藤沢商業高等学校の金子裕（野球部監督）の説得により特待生条件で同校へ進学し、1年生の5月から四番打者となり、2年生の時に野手（三塁手）へ転向。高校通算42本塁打を放つ。
1年上のエース松田光保を擁し、1970年秋季関東大会県予選準々決勝に進むが、武相高の根建忍に完封負けを喫する。1971年夏の甲子園県予選では準決勝に進出するが、大塚喜代美、土屋恵三郎のバッテリーを擁する桐蔭学園に惜敗。桐蔭学園は甲子園で全国制覇を果たす。翌年も県予選4回戦で敗退し、甲子園出場はならなかった。
高校卒業後は大学進学を考えていたが、高校3年の秋に父親が54歳で死去したため、野球で一家の生活を支えるためにプロ野球および社会人野球志望となった。

### 現役時代
1973年のドラフト3位で大洋ホエールズに入団。当初の契約金700万円・年俸100万円の提示に対し「この額であればノンプロへ行く」と伝え、交渉の結果、契約金800万円・年俸120万円で入団し、契約金は母親へ全額渡した。背番号は生涯26番であった。
2年目の1975年は二軍でイースタン・リーグの首位打者と打点王になったが、秋山登監督の評価は「3年目で、これ以上の伸びしろはない」というものであった。このため、高田繁を左翼手から三塁手にコンバートしたが、前例がなかったため不安視され、一発のある三塁手の補強を望んでいた巨人が田代のトレードを大洋に打診したものの、クリート・ボイヤーヘッドコーチが「田代は近い将来、クリーンアップを打てる。俺は来年、彼を一軍に推薦する」と意見してトレードを止めた。
1976年の開幕に一軍初昇格を果たすと、開幕2試合目には7番・三塁手に抜擢され、初打席で初安打を放った。同年のシーズン前半はゲーリー・ジェスタッドと併用されるが、後半には三塁手に定着、66試合に先発出場を果たす。
1977年は開幕から5試合連続を含む11本塁打、打率.388、20打点で月間MVPを獲得。5番打者として起用され、長嶋茂雄監督の推薦でオールスターに初出場。4月17日の中日戦（千葉天台）では大石弥太郎から2本塁打を放ち、奥江英幸をロングリリーフしていた間柴茂有の3年越しの連敗ストップに貢献。同年は130試合フル出場で初の打率.302（リーグ16位）を記録し、リーグ最多の118三振を喫するが、持ち前の長打力を発揮しリーグ5位の35本塁打を放った。
1978年も27本塁打でリーグ4位の104打点を記録し、中心打者として活躍。
1979年には、4月7日の開幕戦でリーグ初となる3打席連続本塁打を放つが、その後は故障欠場が多く、打撃低迷もあって規定打席には届かなかった。それでも主力打者としてチームの2位躍進に貢献し、1980年には打棒も復活。94打点、自己最多の36本塁打でいずれも山本浩二に次ぐリーグ2位を記録し、同年は36試合に4番打者として起用された。
1981年からは開幕から4番に座り、1983年には横浜スタジアム初の場外本塁打を放っている。1985年にはレオン・リーとポジションを交換して一塁手に回るが、1986年6月18日の広島戦にて一塁の守備中、打者走者の正田耕三と激突し左手首骨折。9月末に復帰するが、同年が最後に2桁本塁打を放った年となり、その後の打撃成績は下降する。
1989年は一軍定着後初めて本塁打無しに終わり、1990年は3本塁打で、そろそろ潮時と感じ、引退の意思を打ち明けられた妻は、かねて計画していたラーメン屋の開店準備を始めたが、1990年に就任した須藤豊監督と大杉勝男コーチから説得されて現役を続けた。
1991年10月10日、引退試合となった最終戦の阪神戦（横浜）に先発出場し、第2打席で葛西稔から満塁本塁打を放った。この本塁打は、この年田代が放った唯一の安打で、当初は試合の最後まで出場する予定だったが、この満塁本塁打を最後の打席とするために途中交代した。尚、このプロ最終打席満塁本塁打は、プロ野球史上唯一の記録である。
現役前半は主に三塁、後半は一塁を守る事が多かった。1980年から6年連続20本塁打以上、1977年から10年連続2桁本塁打の記録を残した。

### 引退後

#### 解説者時代
1992年から1996年までテレビ神奈川・ニッポン放送で野球解説者をする傍ら、ラーメン好きが高じて茅ヶ崎市の自宅でラーメン店「田代ラーメン」を経営。味で勝負するために、現役時代の写真や、来店する選手の写真・サインなどは一切置かなかった。テレビ東京系『浅草橋ヤング洋品店』の人気コーナー「お料理水戸黄門｣で取り上げられ、加藤博一と共に出演した。

#### 横浜コーチ時代
1997年より後身球団の横浜ベイスターズの二軍（2000年から2010年は湘南シーレックス）打撃コーチに就任し、それと相前後してラーメン店は廃業した。
2002年は一軍打撃コーチを務めた。
2003年は再び湘南シーレックス打撃コーチを務めた。
2004年から2006年までは再び一軍打撃コーチを務めた。
2007年から2009年までは湘南シーレックス監督を務めた。

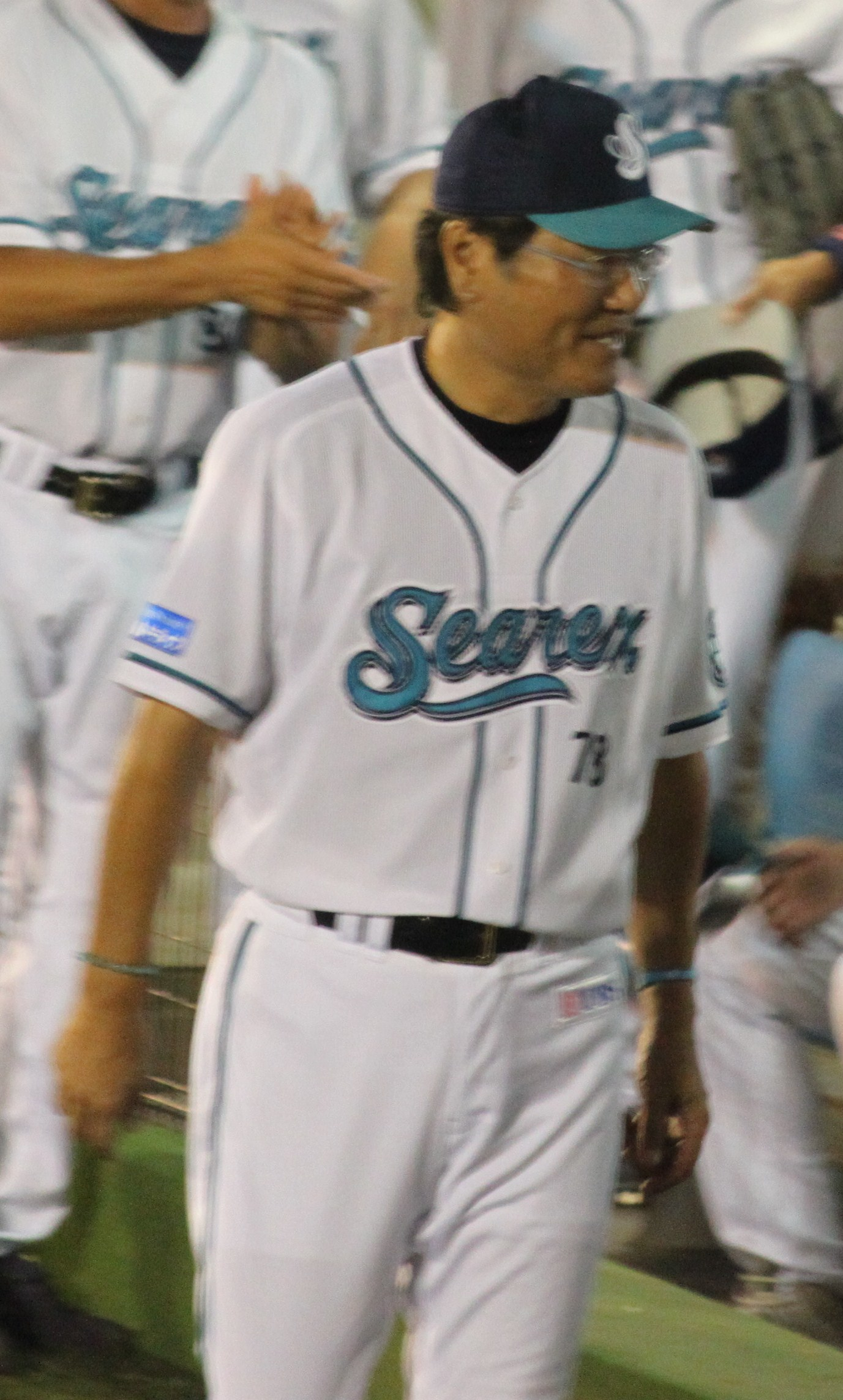
湘南シーレックス監督時代
（2010年8月15日、横須賀スタジアム）

2009年5月18日、横浜ベイスターズの監督である大矢明彦の無期限休養に伴い、一軍監督代行に就任（通常はヘッドコーチが代行するが、オーナーの方針で前年までヘッドコーチであった弘田澄男の後任を置かずに空席としていた）。この際に田代は、高木由一のヘッドコーチ就任を球団へ要望したが、却下された。5月20日の千葉ロッテマリーンズ戦で監督代行として初白星を挙げた。しかし、チームを立て直すことはできず、5位と16ゲーム差も離れた最下位でシーズン終了となり、一軍監督代行を退任した。
2010年は再び湘南シーレックス監督に復帰し、背番号は「76」から「78」に変更した。横浜球団は田代に対して来季からのフロント入り（編成担当）を打診したが、田代は「現場にこだわりがあり、背広は似合わない」と固辞したため、この年限りで横浜球団を退団する運びとなった。なお、シーズン最終戦まで指揮を執り、9月27日に退団した。
コーチとして多村仁志・金城龍彦・内川聖一・村田修一・吉村裕基・下園辰哉・筒香嘉智といった野手を育てた。指導を受けた古木克明は「田代さんは本当に信頼できる人でした。指導もシンプルでわかりやすいし、全部押し付けないで自分で考えるきっかけを与えてくれる。何よりも人間性ですね。やっぱり、言葉一つとっても愛があるんです」と述べている。

#### SKコーチ時代
2011年、韓国KBO・SKワイバーンズのコーチに就任。ところが、シーズン中の8月18日、監督の金星根解任とともにSKのコーチを辞任した。

#### 楽天コーチ時代
2012年、東北楽天ゴールデンイーグルス入りし、二軍打撃コーチを担当。

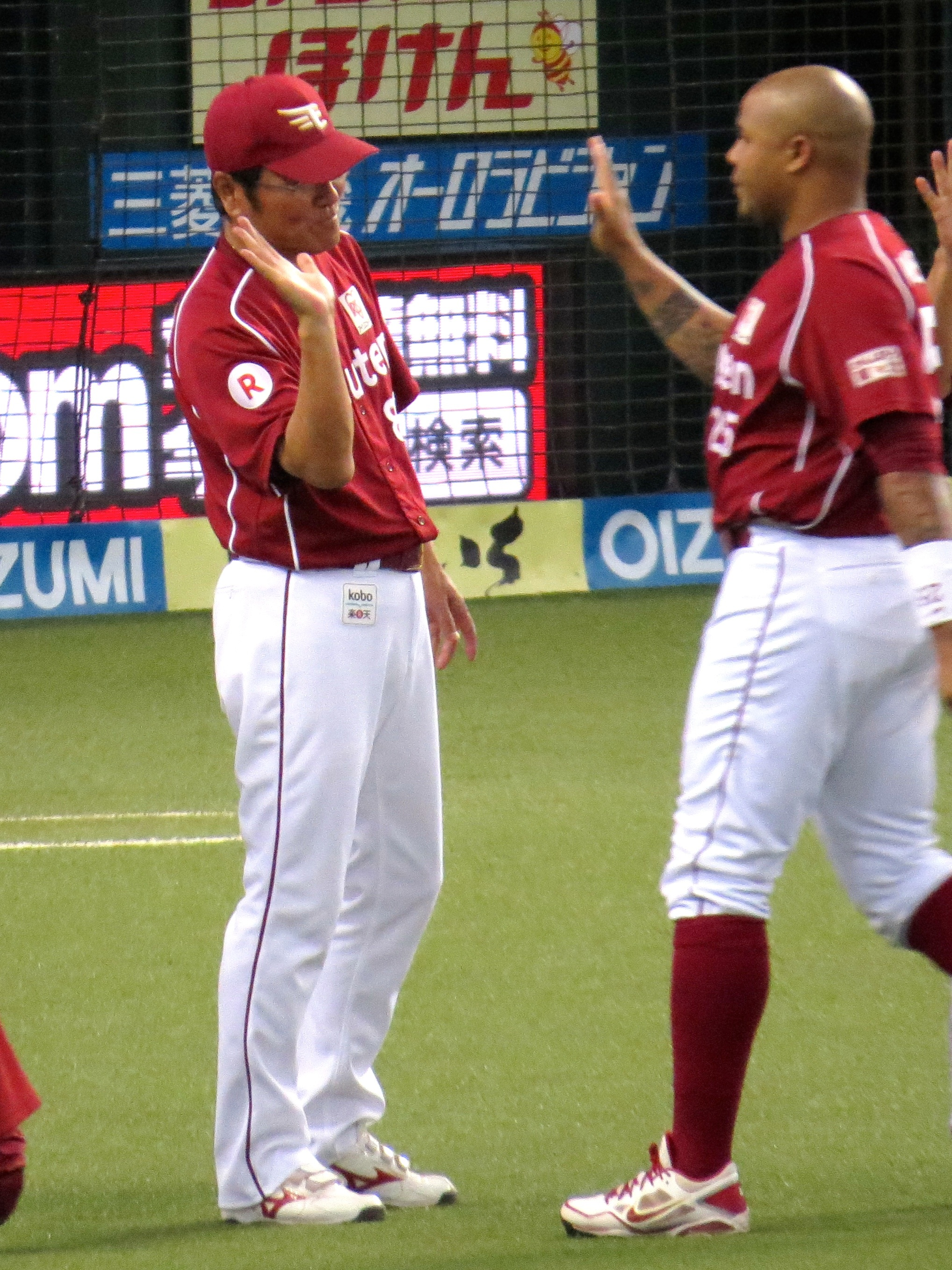
東北楽天ゴールデンイーグルスコーチ時代
（2014年9月13日、西武ドーム）

2013年からは一軍打撃コーチを務める。銀次・枡田慎太郎・島内宏明・岡島豪郎を育て、ケーシー・マギーにはスポンジボールを打たせる指導法で復活させ、同年のリーグ優勝・日本一に貢献した。
2014年限りでの退任を表明していたが、球団と監督の星野仙一からの強い説得で辞意を撤回し、残留することになった。
2015年7月30日に突如辞任を発表した。シーズン中の辞任は異例で、理由については、打撃不振の責任を取ったためとされているが、サンケイスポーツと東京スポーツはオーナーの三木谷浩史による現場への介入に不満がたまったことが最大の理由と報じている。これは、三木谷がスタメン変更や1軍と2軍の入れ替えを要求することが度々あり、田代が思い描いていた構想も打ち砕かれていたことによるもの。また、田代を取材したことがあるスポーツライター・赤坂英一によると、2014年に辞めようとしたのも三木谷への不満が理由とされている。

#### 巨人コーチ時代
2015年10月29日、2016年から読売ジャイアンツのファーム巡回打撃コーチに就任することが発表された。
2016年から新設される三軍の打撃指導も担当する。GMの堤辰佳は「人間的にしっかりした方。技術だけじゃなく、野球選手じゃなくなったときに、社会人としてどうするかを指導できる方。人間教育ができる。ファームを任せて、十分な能力を発揮してくれる」と田代のその人柄にほれ込んだ。3月29日、二軍打撃コーチの二岡智宏が入院休養の間、二軍打撃コーチを務める。
2017年からは二軍打撃コーチに配置転換される。2018年10月7日に球団から今季限りでの退団が発表された。巨人では岡本和真を育てたことで知られる。

#### DeNAコーチ時代
2018年10月26日、2019年から9年ぶりに一軍チーフ打撃コーチとして横浜DeNAベイスターズに復帰することが発表された。
2021年から2023年までは巡回打撃コーチを務めた。
2024年は一軍打撃コーチを務め、3月29日からはスコアラー兼任となった。
2025年からは、役職が一軍・二軍の区別のない野手コーチに変更となった（スコアラーは引き続き兼任）。

## 人物
ニックネームの「オバQ」は、プロ入り当初、間の抜けた受け答えをした田代に対して、沖山光利二軍打撃コーチが「おまえはオバQみたいな性格してるな」と表現したことに由来する。しかし本人曰く、チームメイトからは全然オバQとは呼ばれておらず、専ら「トラ」と呼ばれていた。四角い顔でエラが張っていることから、『男はつらいよ』で渥美清が演じた主人公・車寅次郎（寅さん）に由来するという。またこれとはまた別のニックネームとして、自身の打撃フォームから「アジの開き」とも呼ばれた。
大洋では松原誠と双璧をなす長距離打者で、滞空時間の長い放物線を描くホームランを量産した。全盛期の横浜大洋初期時代に、球団の制度でヘルメットの横に打ったホームランの数だけ星印のシール（通称：ホームランスター）を付けていたが、その星印が上の方（頭頂部）に近いぐらいになる程であった。
一方で「人間扇風機」とあだ名が示すように、打率は低く3度のシーズン最多三振を喫するなど三振の多い打者（通算1081三振）でもあった。特に当時巨人の角盈男相手には通算打率.109と相性が悪かった。しかし、チームメイトの高木豊は、「田代さんは球団から『ホームランバッターが必要だから』と、本塁打を狙うことを求められたために大振りをしていただけで、普通に打てば簡単に3割打てるバッター。そのくらいバッティングには天性のものがあった」と自身のYouTubeチャンネルで述べており、その理由から、大洋・横浜の歴代ベストナインに田代を選出した。
長く大洋の主力選手として活躍しながら、一軍ではベストナインやゴールデングラブ賞も含めてタイトルを獲得していない（この時期の同じサードで阪神の掛布雅之や広島の衣笠祥雄というセ・リーグの看板選手がいたため）。また優勝も現役時代は経験していない。オールスターゲームは1977年の一度のみ出場（1980年も選出されているが怪我により出場辞退した）。
長年コーチとして多くのプロ野球選手に指導をしてきて、その選手たちの中には毎年誰かしらが戦力外通告を受け野球を辞めていくが、最後はユニホームを脱いでいく教え子たちに向け「プロ野球選手になった者だけが、戦力外通告を受けられる。辞めていく者は〝俺はプロ野球選手になったんだ〟と、胸を張って辞めていってほしい」という言葉を残している。

## 詳細情報

### 年度別打撃成績
| 年 度      | 球 団      | 試 合 | 打 席 | 打 数 | 得 点 | 安 打 | 二 塁 打 | 三 塁 打 | 本 塁 打 | 塁 打 | 打 点 | 盗 塁 | 盗 塁 死 | 犠 打 | 犠 飛 | 四 球 | 敬 遠 | 死 球 | 三 振 | 併 殺 打 | 打 率 | 出 塁 率 | 長 打 率 | O P S |
| ---------- | ---------- | ----- | ----- | ----- | ----- | ----- | -------- | -------- | -------- | ----- | ----- | ----- | -------- | ----- | ----- | ----- | ----- | ----- | ----- | -------- | ----- | -------- | -------- | ----- |
| 1976       | 大洋       | 89    | 247   | 235   | 18    | 60    | 8        | 1        | 8        | 94    | 21    | 0     | 0        | 2     | 0     | 9     | 1     | 1     | 56    | 5        | .255  | .286     | .400     | .686  |
| 1977       | 大洋       | 130   | 549   | 484   | 79    | 146   | 25       | 3        | 35       | 282   | 88    | 2     | 4        | 0     | 6     | 52    | 2     | 7     | 118   | 13       | .302  | .373     | .583     | .956  |
| 1978       | 大洋       | 129   | 527   | 472   | 66    | 136   | 28       | 2        | 27       | 249   | 104   | 1     | 5        | 0     | 6     | 48    | 2     | 1     | 94    | 3        | .288  | .351     | .528     | .879  |
| 1979       | 大洋       | 124   | 391   | 357   | 41    | 84    | 12       | 2        | 19       | 157   | 54    | 0     | 4        | 1     | 1     | 30    | 2     | 2     | 86    | 14       | .235  | .297     | .440     | .737  |
| 1980       | 大洋       | 128   | 529   | 472   | 74    | 140   | 22       | 4        | 36       | 278   | 94    | 6     | 8        | 1     | 4     | 50    | 6     | 2     | 104   | 12       | .297  | .364     | .589     | .953  |
| 1981       | 大洋       | 130   | 540   | 489   | 62    | 131   | 19       | 1        | 30       | 242   | 81    | 8     | 5        | 0     | 7     | 42    | 5     | 2     | 90    | 15       | .268  | .324     | .495     | .819  |
| 1982       | 大洋       | 124   | 525   | 469   | 66    | 119   | 21       | 2        | 27       | 225   | 83    | 1     | 1        | 1     | 4     | 49    | 4     | 2     | 102   | 10       | .254  | .324     | .480     | .804  |
| 1983       | 大洋       | 119   | 486   | 442   | 60    | 111   | 23       | 2        | 28       | 222   | 91    | 2     | 0        | 1     | 5     | 35    | 6     | 3     | 88    | 10       | .251  | .307     | .502     | .809  |
| 1984       | 大洋       | 130   | 543   | 479   | 56    | 125   | 14       | 2        | 21       | 206   | 71    | 4     | 2        | 1     | 6     | 54    | 1     | 3     | 95    | 21       | .261  | .336     | .430     | .766  |
| 1985       | 大洋       | 110   | 403   | 366   | 44    | 95    | 14       | 1        | 24       | 183   | 68    | 0     | 1        | 0     | 2     | 34    | 1     | 1     | 94    | 9        | .260  | .323     | .500     | .823  |
| 1986       | 大洋       | 67    | 222   | 200   | 22    | 48    | 9        | 0        | 13       | 96    | 40    | 0     | 2        | 0     | 4     | 17    | 1     | 1     | 52    | 5        | .240  | .297     | .480     | .777  |
| 1987       | 大洋       | 82    | 243   | 229   | 19    | 56    | 13       | 1        | 5        | 86    | 28    | 4     | 2        | 1     | 0     | 13    | 1     | 0     | 46    | 6        | .245  | .285     | .376     | .661  |
| 1988       | 大洋       | 46    | 97    | 91    | 5     | 27    | 4        | 0        | 1        | 34    | 16    | 0     | 0        | 0     | 1     | 5     | 0     | 0     | 17    | 5        | .297  | .330     | .374     | .704  |
| 1989       | 大洋       | 55    | 115   | 106   | 7     | 25    | 4        | 0        | 0        | 29    | 5     | 1     | 0        | 2     | 1     | 6     | 2     | 0     | 21    | 4        | .236  | .274     | .274     | .548  |
| 1990       | 大洋       | 51    | 74    | 58    | 5     | 17    | 4        | 0        | 3        | 30    | 19    | 0     | 0        | 0     | 3     | 13    | 2     | 0     | 16    | 2        | .293  | .405     | .517     | .923  |
| 1991       | 大洋       | 12    | 14    | 12    | 1     | 1     | 0        | 0        | 1        | 4     | 4     | 0     | 0        | 0     | 0     | 2     | 0     | 0     | 2     | 2        | .083  | .214     | .333     | .548  |
| 通算：16年 | 通算：16年 | 1526  | 5505  | 4961  | 625   | 1321  | 220      | 21       | 278      | 2417  | 867   | 29    | 34       | 10    | 50    | 459   | 36    | 25    | 1081  | 136      | .266  | .328     | .487     | .816  |

- 各年度の太字はリーグ最高

### 通算監督成績
- 107試合 38勝69敗 勝率.355

### 表彰
- 月間MVP：2回（1977年4月、1980年5月）

### 記録
初記録
- 初出場・初先発出場：1976年4月4日、対中日ドラゴンズ2回戦（ナゴヤ球場）、7番・三塁手で先発出場
- 初打席・初安打：同上、3回表に三沢淳から
- 初打点：同上、4回表に稲葉光雄から
- 初三振：同上、9回表に鈴木孝政から
- 初本塁打：1976年7月27日、対広島東洋カープ14回戦（広島市民球場）、2回表に池谷公二郎から先制2ラン

節目の記録
- 100本塁打：1980年5月28日、対読売ジャイアンツ10回戦（後楽園球場）、4回表に西本聖から先制2ラン ※史上110人目
- 150本塁打：1981年9月5日、対中日ドラゴンズ24回戦（ナゴヤ球場）、4回表に郭源治からソロ ※史上62人目
- 200本塁打：1983年8月5日、対阪神タイガース15回戦（横浜スタジアム）、3回裏に伊藤宏光からソロ ※史上41人目
- 1000試合出場：1984年5月9日、対広島東洋カープ4回戦（横浜スタジアム）、5番・三塁手として先発出場 ※史上245人目
- 1000安打：1984年7月6日、対ヤクルトスワローズ12回戦（横浜スタジアム）、6回裏に高野光から左中間適時三塁打 ※史上131人目
- 250本塁打：1985年8月16日、対読売ジャイアンツ18回戦（横浜スタジアム）、3回裏に加藤初から2ラン ※史上24人目
- 1000三振：1987年5月11日、対読売ジャイアンツ6回戦（横浜スタジアム）、8回裏に鹿取義隆から ※史上12人目
- 1500試合出場：1990年8月4日、対中日ドラゴンズ17回戦（横浜スタジアム）、15回裏に新浦壽夫の代打として出場、山内和宏から単打 ※史上97人目

その他の記録
- 5試合連続本塁打：1977年4月5日 - 4月10日
- 5試合連続併殺打：1979年10月21日 - 10月25日 ※史上最長
- オールスターゲーム出場：1回（1977年）

### 背番号
- 26（1973年 - 1991年）
- 75（1997年 - 1998年）
- 76（1999年 - 2009年、2019年 - ）
- 78（2010年）
- 89（2011年）
- 82（2012年 - 2015年）
- 107（2016年）
- 72（2017年 - 2018年）

## 関連情報

### 出演番組
- ニッポン放送ショウアップナイター
- tvkプロ野球中継 横浜DeNAベイスターズ熱烈LIVE